# Jump Back: The Best of The Rolling Stones
Jump Back: The Best of The Rolling Stones är ett samlingsalbum av The Rolling Stones. Albumet, som innehåller låtar från tiden 1971–1989, utgavs den 22 november 1993 i Storbritannien och den 24 augusti 1994 i USA. 

## Låtförteckning
Alla sånger är skrivna av Mick Jagger och Keith Richards där inget annat namn anges.
1. "Start Me Up" – 3:34
2. "Brown Sugar" – 3:48
3. "Harlem Shuffle" (Bob Relf, Ernest Nelson) – 3:24
4. "It's Only Rock 'N Roll (But I Like It)" – 5:07
5. "Mixed Emotions" – 4:01
6. "Angie" – 4:31
7. "Tumbling Dice" – 3:45
8. "Fool to Cry" – 4:06
9. "Rock and a Hard Place" – 4:05
10. "Miss You" – 3:34
11. "Hot Stuff" – 3:30
12. "Emotional Rescue" – 5:39
13. "Respectable" – 3:07
14. "Beast of Burden" – 3:28
15. "Waiting on a Friend" – 4:35
16. "Wild Horses" – 5:43
17. "Bitch" – 3:36
18. "Undercover of the Night" – 4:33